# 铁观音
鐵觀音（学名：Camellia sinensis var. sinensis cv. 'Tieguanyin'）是烏龍茶的一種，原產於中国福建省安溪县西坪镇，屬於閩南烏龍茶。在中國六大茶類中，属于青茶，且被认为是中國十大名茶之一。
鐵觀音原是茶樹品種名，由於它適合製成烏龍茶，其烏龍茶成品遂亦名為鐵觀音。所謂鐵觀音茶即以鐵觀音品種茶樹製成的烏龍茶，亦有一种说法称“铁观音”名称乃乾隆皇帝所赐。在台灣，鐵觀音茶則是指一種以鐵觀音茶特定製法製成的烏龍茶，所以台灣鐵觀音茶的原料，不限定是鐵觀音品種茶樹的芽葉。

## 歷史
據《清水巖志》載：「清水高峰，出雲吐霧，寺僧植茶，飽山嵐之氣，沐日月之精，得煙霞之靄，食之能療百病。老寮等屬人家，清香之味不及也。鬼空口有宋植二、三株其味尤香，其功益大，飲之不覺兩腋風生，倘遇陸羽，將以補茶話焉」，說明安溪唐代已產茶。到明代茶產稍盛，《安溪縣志》有「常樂、崇善等裡貨（指茶）賣甚多」的記載。18世紀後期安溪茶戶有了較大發展。詩人阮旻錫在《安溪茶歌》中有「安溪之山郁嵯峨，甚陰常濕生叢茶。居人清明采嫩葉，為價甚賤保萬家……」之句。隨之茶區農民還選育出許多優良茶樹品種，其中以鐵觀音制茶品質為最優。
1990年代，安溪铁观音走出福建，市场拓展到中原地区。2009年时，一两铁观音“茶王”价格一度超过15万元。但由于假货横行，又在2011年出现“稀土门”事件，安溪铁观音被指稀土超标。其市场份额逐年下降，安溪因此推动农业改革。2022年，“中国福建安溪铁观音茶文化系统”成为联合国粮农组织全球重要农业文化遗产。

## 品种
現今製成鐵觀音的原料，不限於紅心歪尾桃，來源包括了色種（奇蘭、毛蟹、梅占、八仙等）、本山、黃旦、硬枝紅心、金萱、四季春等品種。
傳統鐵觀音製作法，發酵程度常達40-50%。屬于半發酵茶類，現今中國流行的發酵程度較低，口味近於綠茶，稱綠觀音，另也有發酵比較多的紅觀音。

## 鐵觀音由來傳說
安溪西坪鎮是名聞遐邇的鐵觀音發源地。“鐵觀音”的由來有兩種傳說

- 王說：相傳，西坪堯陽岩（系西坪鎮南岩村）仕人王士仕，在清乾隆元年（1736年）春，與諸友會于南軒，見南軒之旁層石荒園間有茶樹與衆不同，就移植在南軒之圃，悉心培育，采製成品，氣味芬芳。乾隆六年，王奉召赴京，以此茶饋贈侍郎方苞，方轉獻內庭。深諳茶道的乾隆帝飲後，大悅，以其茶烏潤結實，沈重似“鐵”，味香形美，猶如“觀音”，賜名爲“鐵觀音”。
- 魏說：相傳，清雍正年間，西坪松岩村松林頭有個老茶農叫魏蔭，信奉觀音，每天燒香敬獻清茶一杯。一夜，夢見自己荷鋤出門，行至一溪澗邊，在石縫中發現一株茶樹。次日，他循夢中途徑尋覓，果然發現一株奇異茶樹，遂挖回種在家中一口破鐵鼎裏，悉心培育，採制後，品質特異，香韻非凡。魏蔭認爲是觀音託夢所賜，移植後放在鐵鼎裏，且葉重色澤如鐵。因之名曰“鐵觀音”。現存在魏蔭發現鐵觀音茶樹遺址——松岩打石坑。

## 制作
安溪鐵觀音一年分四季采制，谷雨至立夏（4月中下旬~5月上旬）為春茶，產量佔全年總產量的15~25%；夏至至小暑（6月中下旬~7月上旬）為夏茶，產量占25~30%；立秋至處暑（8月上旬~8月下旬）為暑茶，產量占15~20%；秋分至寒露（9月下旬~10月上旬）為秋茶，產量占40~45%。制茶品質以秋茶為最好，春茶次之。秋茶，其香氣特高，俗稱秋香，湯味醇厚。夏、暑茶品質較次。鮮葉採摘標準必須在嫩梢形成駐芽後，頂葉剛開展呈小開面或中開面時，採下二、三葉。采時要做到「五不」，即不折斷葉片，不折疊葉張，不碰碎葉尖，不帶單片，不帶魚葉和老梗。生長地帶不同的茶樹鮮葉要分開，特別是早青、午青、晚青要嚴格分開製造，以午青品質為最優。
安溪鐵觀音的製造工藝，要經過：涼青、曬青、涼青、做青、（搖青攤置）、炒青、揉捻、初焙、復焙、復包揉、文火慢烤、揀簸等工序才製成成品。

## 特點
優質鐵觀音茶條捲曲、壯結、沉重，呈青蒂綠腹蜻蜓頭狀。色澤鮮潤，砂綠顯，紅點明，葉表帶白霜，這是優質鐵觀音的重要特徵之一。鐵觀音湯色金黃，濃艷清澈，葉底肥厚明亮，具綢面光澤。泡飲茶湯醇厚甘鮮，入口回甘帶蜜味；香氣馥郁持久，有“七泡有餘香”之譽。近來國內外的試驗研究表明，安溪鐵觀音所含的香氣成分種類最為豐富，而且中、低沸點香氣組分所佔比重明顯大於用其他品種茶樹鮮葉製成的烏龍茶。因而安溪鐵觀音獨特的香氣令人心怡神醉，一杯鐵觀音，杯蓋開啟立即芬芳撲鼻，滿室生香。生產出優質的鐵觀音茶必須具備：①純種鐵觀音品種茶樹；②茶樹生長在良好的土壤、氣候環境中，並得到精心培育；③精湛的采制技術。三者缺一不可。鐵觀音茶依據不同的發酵度、季節、地質分列等級，香氣也各有特色。鐵觀音葉質厚實，經沖泡後香氣濃郁、回韻持久，飲後齒頰留香，稱之為「觀音韻」。

## 產地

### 中國大陸
福建省安溪县，以及周边的华安县、南靖县、永春县、漳平市等多个地区。

### 台灣
鐵觀音最早是指一種茶樹品種，具有明顯的紅心、歪尾以及葉片向上捲曲如波浪狀手形等特徵，俗稱「紅心歪尾桃」。製成茶葉，在沖泡後，有「茶色澤烏潤、沉重似鐵」的外觀及口感，因此稱為鐵觀音。在台灣發展出布包團揉手法，製作出的球狀包種茶，也被稱為鐵觀音。
台灣的鐵觀音最早起於起源於台北市木柵區一帶，稱為木柵鐵觀音。之後產地擴及新北市坪林區、深坑、石碇一帶。其製作過程中用布包裹，形成二次發酵，帶有石鏽味，為其特色。
新北市石門區，在1960年代後，以硬枝紅心品種茶樹，製成鐵觀音，稱為石門鐵觀音。

## 品飲
目前在福建泉州、廈門、漳州以及廣東潮汕一帶和台灣，仍沿襲傳統的「工夫茶」品飲方式。使用陶制小壺、小盅（小杯），先用沸水燙熱，然後在壺中裝入相當於二分之一至三分之二壺容量的茶葉，沖以沸水，此時即有一股殊香撲鼻而來，正是「未嘗甘露味，先聞聖妙香」。頭兩道茶水通常會被舍棄，因茶葉初展，遛塵尚存，焦澀之味亦略重，不適合入口。這兩道茶水會被用來溫洗茶杯，兩道水之後，茶杯也溫暖待承了。第三道沸水沖入壺中，1~2分種後將茶湯勻傾入小盅內，先嗅其香，繼嘗其味，淺斟細啜，確乃一種生活藝術享受。有朋自遠方來，饗以功夫茶，表示對客人的敬重，而品飲者亦以能嘗到一杯名貴的鐵觀音茶為快。鐵觀音茶屬輕萎凋的茶葉，發酵程度約15-30 ﹪，製程需特別反復進行焙揉，以形成特別的喉韻。茶葉經初焙未足乾時，將茶葉用方形布巾包裹揉成球狀，並輕輕用手在布球上轉動揉捻；再將布球放入焙籠以文火慢慢烘焙，以使茶葉形狀彎曲緊結，經反覆焙揉，使茶葉中成份經焙火溫度逐漸轉化形成特殊之香與味，味濃而醇厚，微澀中帶甘味，有純和的弱果酸味，經多次沖泡仍能甘醇回韻。以鐵觀音茶種製作者為上品。依據茶業改良場為鐵觀音茶所訂的特色是：條索捲曲、壯結、重實，呈青蒂綠腹蜻蜓頭狀，色澤鮮潤，葉表帶白霜，湯色琥珀，濃艷清澈，滋味醇厚甘鮮，入口回甘喉韻強，香氣馥郁持久，葉底肥厚明亮，具綢面光澤。

## 傳播
鐵觀音茶問世以來，以其優異品質馳名遐邇。鐵觀音原產地堯陽鄉人在香港、臺灣以及越南、泰國、印尼、新加坡經營茶行多達130餘家。1945年王聯丹莊的「泰山峰」牌鐵觀音在新加坡獲得一等獎金牌。1950年王炳記的「碧天峰」牌鐵觀音在暹羅（即泰國）獲得特等獎金。1982年被商業部評為國優產品，名列全國首位。同年國家經委授予安溪茶廠出品的「安溪鳳山牌特級鐵觀音」以金質獎章的最高榮譽。
鐵觀音茶一向為閩、粵等地區民眾所珍愛。此茶一經品嚐，輒難釋手，50年代以來，鐵觀音茶逐漸為華北人民所喜愛，現在則美名遍及中國全國各地，消費量在不斷增長。1979年、1984年日本市場兩度掀起「烏龍茶熱」，特別是福建鐵觀音，更以其迷人的香味，風靡日本各地。在日本，鐵觀音幾乎已成為烏龍茶的代名詞。
目前在铁观音种植方面，主要分布在中國大陸福建安溪县，以及周边的华安县、南靖县、永春县、漳平县等多个地区。臺灣則有臺北文山地區以及北海岸石門區等地有所栽植。